# 잠셋지 타타

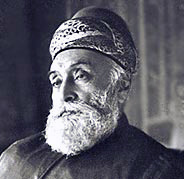

잠셋지 타타(Jamsetji Tata, 본명: 잠셋지 누세르완지 타타, Jamsetji Nusserwanji Tata, 1839년 3월 3일 – 1904년 5월 19일)는 인도 최대 대기업인 타타 그룹(Tata Group)을 설립한 인도의 선구적인 산업가였다. 여러 여론 조사와 순위 목록에서 세기의 가장 위대한 자선가로 선정된 그는 또한 잠셰드푸르 시를 설립했다.
잠셋지 타타는 전설적인 "인도 산업의 아버지"로 여겨진다. 그는 산업계에서 매우 영향력이 커서 자와할랄 네루가 타타를 1인 기획 위원회라고 불렀다.
"당신이 행동이나 아이디어에서 주도권을 주어야 할 때, 즉 의견의 분위기에 맞지 않는 주도권을 주어야 할 때, 그것이 육체적이든 정신적이든 영적이든 진정한 용기이다. 그것을 당신이 원하는 대로 부르라. 이것이 바로 이런 유형이다. 잠셋지 타타가 보여준 용기와 비전을 기억하고 그를 현대 인도의 위대한 창시자 중 한 명으로 기억하는 것이 옳다." —자와할랄 네루
어린 시절 상인이었던 타타는 면화 및 선철 산업 분야에서 수많은 사업을 통해 인도 비즈니스 세계를 변화시켰으며, 현대 인도 경제의 가장 중요한 건설자 중 한 명으로 알려져 있다.
타타는 1892년에 주요 기부를 시작하면서 총 기부액이 거의 1,024억 달러에 달해 "세기의 후룬 자선가"(2021) 1위에 올랐다.